# 北海道道335号訓子府停車場線
北海道道335号訓子府停車場線（ほっかいどうどう335ごう くんねっぷていしゃじょうせん）は、北海道訓子府町内を結ぶ一般道道である。

## 概要

### 路線データ
- 起点：北海道常呂郡訓子府町元町（旧北海道ちほく高原鉄道 訓子府駅跡）
- 終点：北海道常呂郡訓子府町元町（北海道道50号北見置戸線交点）
- 実延長：0.1km

## 歴史
- 1960年（昭和35年）4月1日 - 327号として路線認定[1]。
- 1994年（平成6年）10月1日 - 路線番号を335号に変更 [2]。

## 地理

### 通過する自治体
- オホーツク総合振興局
  - 常呂郡訓子府町

### 主な接続道路
訓子府町
- 北海道道50号北見置戸線 - 元町（終点）